# 再検査信頼性
再検査信頼性（さいけんさしんらいせい、Repeatability）、再試験信頼性（さいしけんしんらいせい）、再テスト信頼性（さいテストしんらいせい、test–retest reliability）は、同一の測定対象を、同じ測定条件下で繰り返し測定した際に得られる結果間の一致度の近さのことである。
再検査信頼性を測定するためには、測定が、一人の人間または一つの機器によって、同じ項目に対して、同じ条件下で、短時間のうちに行われる必要がある。この再検査信頼性が低い場合、再検査変動性が起きることを示す。このようなばらつきは、例えば、個人内の変動や観察者間の変動によって引き起こされる。この変動が所定の許容基準よりも小さい場合、その測定は再検査信頼性がある（Repeatable）と言える。
再検査信頼性は、例えば病状の医療モニタリングにおいて実用的に用いられる。このような状況では、しばしば所定の「臨界差」が存在し、監視される値の差がこの臨界差よりも小さい場合、その差の唯一の原因としての変動性の可能性が、疾患や治療の変化に加えて考慮されることがある。
心理テストや学力試験などでは、再検査信頼性を調べるために、同じ対象に対して一定期間を置いて同じ検査を2回実施し、その結果の相関関係を調べることで、検査の信頼性を評価する。この方法を再検査法（再テスト法、test-retest method）といい、測定結果の安定性を確認するために用いられる。
再検査信頼性は、同じ対象に対して時間をおいて同じ検査を繰り返し行った場合に、結果がどれだけ一貫しているかを評価するものである一方、再現性は、異なる場所や異なる測定者でも、同じ結果が得られるかどうか、つまり、測定の安定性や一貫性を評価するものである。

## 条件
再検査信頼性を確立するためには、以下の条件を満たす必要がある。
- 同じ実験器具で行う
- 同じ観察者で行う
- 同じ条件下で使用される同じ測定機器で行う
- 同じ場所で行う
- 短期間のうちの繰り返す
- 同じ目的で行う

再検査信頼性の方法は、BlandとAltman（1986年）によって開発された。
テストの個別実施間の相関が高い場合（例えば、このクロンバックのα係数（内的整合性）の表にあるように0.7以上）は、そのテストは良好な再検査信頼性を持つ。

## 欠陥データベースのための属性一致分析
属性一致分析は、再検査信頼性（repeatability）と再現性（reproducibility）が正確度に与える影響を同時に評価するために設計されている。これにより、分析者は複数の評価者がいくつかのシナリオを複数回検討した際の応答を調べることができる。それは、評価者が各特性について、自分自身と一致する能力（再現性）、互いに一致する能力（再現精度）、そして既知のマスター値または正解値と一致する能力（全体的な正確度）を、何度も評価する統計を生成する。

## 心理検査
同じテストが同条件で2回実施（平行測定）されたとき、両テストのスコアと再テストのスコアの差は、測定誤差のみに起因するはずである。この種の議論において、多くの物理測定においては測定誤差のみに起因するといいきれるが、心理測定には不適切な場合がある。それは、テストの2回目の実施を1回目の平行測定と見なすことが不可能であることがあるためである。
心理検査の2回目の実施は、以下の理由により、1回目の実施とは系統的に異なるスコアをもたらす可能性がある。
1. 測定されている属性が、最初のテストと再テストの間で変化する可能性がある。例えば、9月に小学3年生のクラスで実施された読解力テストは、6月に再受験すると異なる結果になるかもしれない。その期間に子供たちの読解力に何らかの変化が起こることが予想され、結果の相関が低くなる可能性がある。この結果は属性自体の真の変化を反映している可能性がある。
2. テストを受けるという経験自体が、人の真のスコアを変化させる可能性がある。例えば、不安を測定する心理検査をすることが、その人の不安レベルを増加させる可能性がある。
3. 持ち越し効果という、人々は最初の答えを覚えているかもしれず、それが2回目の回答に影響を与える効果が働く可能性がある。特にテストと再テストの間隔が短い場合に顕著である。